# Marijke Jansen
Pour les articles homonymes, voir Jansen.
Marijke Jansen (née le 12 novembre 1944) est une joueuse de tennis néerlandaise, amateur dans les années 1960 puis professionnelle jusqu'au milieu des années 1970. Elle est aussi connue sous son nom de femme mariée, Marijke Schaar.
Avec l'équipe des Pays-Bas, elle a notamment joué la finale de la coupe de la Fédération en 1968, perdue face à l'Australie de Margaret Smith.  
En 1971, elle a aussi été demi-finaliste à Roland-Garros.

## Palmarès (partiel)

### Finales en simple dames
| No | Date       | Nom et lieu du tournoi                     | Catégorie | Surface      | Vainqueure       | Score    |          |
| -- | ---------- | ------------------------------------------ | --------- | ------------ | ---------------- | -------- | -------- |
| 1  | 17/07/1972 | Head Cup Austrian Championships, Kitzbühel |           | Terre (ext.) | Katja Ebbinghaus | 7-5, 6-3 | Parcours |
| 2  | 25/07/1972 | Dutch Championships, Hilversum             |           | Terre (ext.) | Betty Stöve      | 7-5, 6-3 | Parcours |
| 3  | 08/07/1974 | Swedish Open Championships, Båstad         |           | Terre (ext.) | Sue Barker       | 6-1, 7-5 | Parcours |

### Finale en double dames
| No | Date       | Nom et lieu du tournoi                      | Catégorie | Surface      | Vainqueures                      | Partenaire | Score    |          |
| -- | ---------- | ------------------------------------------- | --------- | ------------ | -------------------------------- | ---------- | -------- | -------- |
| 1  | 28/04/1969 | British Hard Court Open Champ's Bournemouth |           | Terre (ext.) | Margaret Smith Court Judy Tegart | Ada Bakker | 6-1, 6-4 | Parcours |

## Parcours en Grand Chelem (partiel)

### En simple dames
| Année | Championnat d'Australie Open d'Australie | Championnat d'Australie Open d'Australie | Internationaux de France | Internationaux de France | Wimbledon       | Wimbledon        | US Open | US Open |
| ----- | ---------------------------------------- | ---------------------------------------- | ------------------------ | ------------------------ | --------------- | ---------------- | ------- | ------- |
| 1968  | -                                        | -                                        | -                        | -                        | 3e tour (1/16)  | Fay Toyne        | -       | -       |
| 1969  | -                                        | -                                        | -                        | -                        | 2e tour (1/32)  | Pam Teeguarden   | -       | -       |
| 1970  | -                                        | -                                        | 1er tour (1/32)          | Margaret Smith           | 3e tour (1/16)  | Billie Jean King | -       | -       |
| 1971  | -                                        | -                                        | 1/2 finale               | Evonne Goolagong         | 4e tour (1/8)   | Margaret Smith   | -       | -       |
| 1972  | -                                        | -                                        | 3e tour (1/16)           | Katja Ebbinghaus         | 1er tour (1/64) | Lita Sugiarto    | -       | -       |
| 1973  | -                                        | -                                        | 1er tour (1/32)          | Evonne Goolagong         | 2e tour (1/32)  | Julie Heldman    | -       | -       |
| 1974  | -                                        | -                                        | 1er tour (1/32)          | A. Nasuelli              | 1er tour (1/64) | Evonne Goolagong | -       | -       |
| 1975  | -                                        | -                                        | 1er tour (1/32)          | Nathalie Fuchs           | 1er tour (1/64) | Janet Newberry   | -       | -       |

À droite du résultat, l’ultime adversaire.

### En double dames
| Année | Championnat d'Australie Open d'Australie | Championnat d'Australie Open d'Australie | Internationaux de France  | Internationaux de France   | Wimbledon                     | Wimbledon                 | US National US Open | US National US Open |
| ----- | ---------------------------------------- | ---------------------------------------- | ------------------------- | -------------------------- | ----------------------------- | ------------------------- | ------------------- | ------------------- |
| 1967  | -                                        | -                                        | -                         | -                          | 3e tour (1/8) Betty Stöve     | F. Dürr Gail Sherriff     | -                   | -                   |
| 1968  | -                                        | -                                        | -                         | -                          | 1er tour (1/32) Judith Salome | K. Krantzcke K. Melville  | -                   | -                   |
| 1969  | -                                        | -                                        | -                         | -                          | 1er tour (1/32) E. Veentjer   | Alex Cowie J. Townsend    | -                   | -                   |
| 1970  | -                                        | -                                        | -                         | -                          | 1er tour (1/32) Ada Bakker    | Winnie Shaw Nell Truman   | -                   | -                   |
| 1971  | -                                        | -                                        | 1/4 de finale T. Groenman | Helen Gourlay Kerry Harris | 1er tour (1/32) Ada Bakker    | H. Masthoff Schildknecht  | -                   | -                   |
| 1972  | -                                        | -                                        | -                         | -                          | 2e tour (1/16) Ada Bakker     | Kathy Blake J. Newberry   | -                   | -                   |
| 1973  | -                                        | -                                        | -                         | -                          | 2e tour (1/16) Ada Bakker     | Winnie Shaw Joyce Barclay | -                   | -                   |
| 1974  | -                                        | -                                        | -                         | -                          | 2e tour (1/16) Elly Appel     | M. Kroschina M. Neumanova | -                   | -                   |

Sous le résultat, la partenaire ; à droite, l’ultime équipe adverse.

## Parcours en Coupe de la Fédération
| #                                                                          | Date       | Lieu                | Surface      | Gagnante(s)                     | Perdante(s)                            | Score         |          |
|                                                                            |            |                     |              |                                 |                                        |               |          |
| 1968 - 1er tour (groupe mondial) - Pays-Bas - Finlande - 3 : 0             |            |                     |              |                                 |                                        |               |          |
| 1                                                                          | 21/05/1968 | Paris               | Terre (ext.) | Marijke Jansen                  | Birgitta Lindström                     | 6-4, 6-2      | Parcours |
| 1                                                                          | 21/05/1968 | Paris               | Terre (ext.) | Marijke Jansen Lidy Venneboer   | Birgitta Lindström Christina Lindstrom | 6-4, 6-4      | Parcours |
|                                                                            |            |                     |              |                                 |                                        |               |          |
| 1968 - 2e tour (groupe mondial) - Pays-Bas - Pologne - 2 : 1               |            |                     |              |                                 |                                        |               |          |
| 2                                                                          | 23/05/1968 | Paris               | Terre (ext.) | Marijke Jansen                  | Barbara Olszewska                      | 6-1, 6-1      | Parcours |
|                                                                            |            |                     |              |                                 |                                        |               |          |
| 1968 - 1/4 de finale (groupe mondial) - Pays-Bas - Bulgarie - 3 : 0        |            |                     |              |                                 |                                        |               |          |
| 3                                                                          | 24/05/1968 | Paris               | Terre (ext.) | Marijke Jansen                  | Maria Chakarova                        | 6-1, 6-0      | Parcours |
| 3                                                                          | 24/05/1968 | Paris               | Terre (ext.) | Marijke Jansen Astrid Suurbeek  | Yulia Berberian Lubka Radkova          | 6-1, 6-1      | Parcours |
|                                                                            |            |                     |              |                                 |                                        |               |          |
| 1968 - 1/2 finale (groupe mondial) - Pays-Bas - États-Unis - 2 : 1         |            |                     |              |                                 |                                        |               |          |
| 4                                                                          | 25/05/1968 | Paris               | Terre (ext.) | Marijke Jansen                  | Mary-Ann Eisel                         | 7-5, 6-0      | Parcours |
|                                                                            |            |                     |              |                                 |                                        |               |          |
| 1968 - Finale (groupe mondial) - Australie - Pays-Bas - 3 : 0              |            |                     |              |                                 |                                        |               |          |
| 5                                                                          | 21/05/1968 | Paris               | Terre (ext.) | Kerry Melville                  | Marijke Jansen                         | 4-6, 7-5, 6-3 | Parcours |
|                                                                            |            |                     |              |                                 |                                        |               |          |
| 1969 - 1er tour (groupe mondial) - Bulgarie - Pays-Bas - 0 : 3             |            |                     |              |                                 |                                        |               |          |
| 6                                                                          | 19/05/1969 | Athènes             | Terre (ext.) | Marijke Jansen                  | Maria Chakarova                        | 6-2, 6-1      | Parcours |
|                                                                            |            |                     |              |                                 |                                        |               |          |
| 1969 - 2e tour (groupe mondial) - Indonésie - Pays-Bas - 0 : 3             |            |                     |              |                                 |                                        |               |          |
| 7                                                                          | 21/05/1969 | Athènes             | Terre (ext.) | Marijke Jansen                  | Lita Liem                              | 2-6, 6-3, 6-3 | Parcours |
| 7                                                                          | 21/05/1969 | Athènes             | Terre (ext.) | Marijke Jansen Betty Stöve      | Lany Kaligis Lita Liem                 | 4-6, 6-1, 6-1 | Parcours |
|                                                                            |            |                     |              |                                 |                                        |               |          |
| 1969 - 1/4 de finale (groupe mondial) - Tchécoslovaquie - Pays-Bas - 1 : 2 |            |                     |              |                                 |                                        |               |          |
| 8                                                                          | 23/05/1969 | Athènes             | Terre (ext.) | Vlasta Kodesova                 | Marijke Jansen                         | 6-3, 6-3      | Parcours |
|                                                                            |            |                     |              |                                 |                                        |               |          |
| 1969 - 1/2 finale (groupe mondial) - États-Unis - Pays-Bas - 3 : 0         |            |                     |              |                                 |                                        |               |          |
| 9                                                                          | 24/05/1969 | Athènes             | Terre (ext.) | Julie Heldman                   | Marijke Jansen                         | 2-6, 9-7, 6-1 | Parcours |
|                                                                            |            |                     |              |                                 |                                        |               |          |
| 1970 - 1er tour (groupe mondial) - Pays-Bas - Grèce - 3 : 0                |            |                     |              |                                 |                                        |               |          |
| 10                                                                         | 19/05/1970 | Fribourg-en-Brisgau | Terre (ext.) | Marijke Jansen                  | C. Kalogeropoulos                      | 6-0, 6-1      | Parcours |
|                                                                            |            |                     |              |                                 |                                        |               |          |
| 1970 - 2e tour (groupe mondial) - Pays-Bas - Canada - 3 : 0                |            |                     |              |                                 |                                        |               |          |
| 11                                                                         | 20/05/1970 | Fribourg-en-Brisgau | Terre (ext.) | Marijke Jansen                  | Faye Urban                             | 6-2, 6-3      | Parcours |
|                                                                            |            |                     |              |                                 |                                        |               |          |
| 1970 - 1/4 de finale (groupe mondial) - Pays-Bas - Grande-Bretagne - 1 : 2 |            |                     |              |                                 |                                        |               |          |
| 12                                                                         | 22/05/1970 | Fribourg-en-Brisgau | Terre (ext.) | Virginia Wade                   | Marijke Jansen                         | 6-0, 6-1      | Parcours |
|                                                                            |            |                     |              |                                 |                                        |               |          |
| 1972 - 1er tour (groupe mondial) - Pays-Bas - Nouvelle-Zélande - 2 : 1     |            |                     |              |                                 |                                        |               |          |
| 13                                                                         | 20/03/1972 | Johannesburg        | Dur (ext.)   | Marilyn Pryde                   | Marijke Jansen                         | 6-1, 6-2      | Parcours |
|                                                                            |            |                     |              |                                 |                                        |               |          |
| 1972 - 2e tour (groupe mondial) - Pays-Bas - Colombie - 2 : 1              |            |                     |              |                                 |                                        |               |          |
| 14                                                                         | 21/03/1972 | Johannesburg        | Dur (ext.)   | M. Fernández                    | Marijke Jansen                         | 6-2, 2-6, 6-3 | Parcours |
|                                                                            |            |                     |              |                                 |                                        |               |          |
| 1972 - 1/4 de finale (groupe mondial) - Pays-Bas - États-Unis - 0 : 3      |            |                     |              |                                 |                                        |               |          |
| 15                                                                         | 23/03/1972 | Johannesburg        | Dur (ext.)   | Valerie Ziegenfuss              | Marijke Jansen                         | 6-2, 5-7, 7-5 | Parcours |
| 15                                                                         | 23/03/1972 | Johannesburg        | Dur (ext.)   | Sharon Walsh Valerie Ziegenfuss | Marijke Jansen Trudy Groenman          | 8-6, 6-3      | Parcours |
|                                                                            |            |                     |              |                                 |                                        |               |          |
| 1973 - 1er tour (groupe mondial) - Pays-Bas - France - 2 : 1               |            |                     |              |                                 |                                        |               |          |
| 16                                                                         | 01/05/1973 | Bad Homburg         | Terre (ext.) | Marijke Jansen                  | Nathalie Fuchs                         | 6-3, 6-3      | Parcours |
| 16                                                                         | 01/05/1973 | Bad Homburg         | Terre (ext.) | Marijke Jansen Trudy Groenman   | Odile de Roubin Florence Guedy         | 2-6, 6-0, 6-2 | Parcours |
|                                                                            |            |                     |              |                                 |                                        |               |          |
| 1973 - 2e tour (groupe mondial) - Danemark - Pays-Bas - 0 : 2              |            |                     |              |                                 |                                        |               |          |
| 17                                                                         | 02/05/1973 | Bad Homburg         | Terre (ext.) | Marijke Jansen                  | Anne-Mette Sorensen                    | 6-0, 6-1      | Parcours |
|                                                                            |            |                     |              |                                 |                                        |               |          |
| 1973 - 1/4 de finale (groupe mondial) - Afrique du Sud - Pays-Bas - 3 : 0  |            |                     |              |                                 |                                        |               |          |
| 18                                                                         | 04/05/1973 | Bad Homburg         | Terre (ext.) | Pat Pretorius                   | Marijke Jansen                         | 6-3, 6-3      | Parcours |
|                                                                            |            |                     |              |                                 |                                        |               |          |
| 1974 - 1er tour (groupe mondial) - France - Pays-Bas - 2 : 1               |            |                     |              |                                 |                                        |               |          |
| 19                                                                         | 13/05/1974 | Naples              | Terre (ext.) | Gail Sherriff                   | Marijke Jansen                         | 6-3, 1-6, 8-6 | Parcours |
| 19                                                                         | 13/05/1974 | Naples              | Terre (ext.) | Ada Bakker Marijke Jansen       | Odile de Roubin Florence Guedy         | 6-4, 2-6, 6-4 | Parcours |
|                                                                            |            |                     |              |                                 |                                        |               |          |
| 1975 - 1er tour (groupe mondial) - Uruguay - Pays-Bas - 1 : 2              |            |                     |              |                                 |                                        |               |          |
| 20                                                                         | 05/05/1975 | Aix-en-Provence     | Terre (ext.) | Fiorella Bonicelli              | Marijke Jansen                         | 6-4, 6-2      | Parcours |
|                                                                            |            |                     |              |                                 |                                        |               |          |
| 1975 - 2e tour (groupe mondial) - Tchécoslovaquie - Pays-Bas - 2 : 0       |            |                     |              |                                 |                                        |               |          |
| 21                                                                         | 05/05/1975 | Aix-en-Provence     | Terre (ext.) | Martina Navrátilová             | Marijke Jansen                         | 6-2, 1-0, ab. | Parcours |